# Heřman Dalmatinec
Heřman Dalmatinec, latinsky Hermannus Dalmata, též Heřman Korutanský, latinsky Hermannus de Carinthia či Heřman Slovan, latinsky Hermannus Sclavus (asi 1110 – asi 1160) byl středověký filozof, astronom, matematik, který zvláště proslul překlady z arabštiny, které zásadně ovlivnily vývoj středověké evropské astronomie. Byl slovanského původu a narodil se dle vlastních slov na poloostrově Istrie. Může být tedy pokládán za Chorvata nebo Slovince, přesné místo narození není známo. Poloostrov byl v době jeho narození součástí Korutanského vévodství. 
Vzdělání měl patrně původně benediktínské, získal ho v některém z istrijských klášterů, poté studoval i ve Francii, kde byl jeho učitelem Thierry z Chartres. Poté se stal spolupracovníkem a pobočníkem astronoma a diplomata Roberta z Kettonu, po jehož boku procestoval velkou část Blízkého východu. Zde se naučil arabsky. Někdy kolem roku 1138 se vrátil do Evropy a usadil se ve Španělsku, kde prokazatelně působil do roku 1143, a kde se začal věnovat překladům. Do roku 1138 je datován jeho první překlad z arabštiny, šlo o astrologickou příručku židovského autora Sahl ibn Bišra. Další astrologickou knihou byl Kitáb al-mudchal al-kabir ila 'ilm ahkam an-nujúm od Peršana Albumasara (šlo o druhý překlad do latiny, první udělal Jan ze Sevilly). Později přeložil dvě knihy o islámu De generatione Muhamet et nutritura eius a Doctrina Muhamet. Kolem roku 1140 přeložil (z arabského překladu z řečtiny) Eukleidovy Základy, v roce 1143 Planisphaerium Klaudia Ptolemaia. Později přeložil i jeho Kánon králů. Přeložil též Al-Chorezmího astronomické tabulky. Charles Burnett (2001) předpokládá, že Herman spolupracoval s Robertem z Kettonu a Hugem ze Santally i na překladu Liber novem iudicum (Knihy devíti soudců), souboru arabských astrologických knih, který měl značný vliv na vývoj středověkého evropského hermetismu. Heřman psal i vlastní knihy, k nejvýznamnějším patří filozofické dílo De essentiis (1143). Rozpracovává v ní otázku pěti aristotelovských kategorií (causa, motus, spatium, tempus, habitudo). Další knihy jsou mu badateli připisovány již s menší jistotou. K takovým patří například meteorologický spis Liber imbrium (Kniha o srážkách). Mnoho středověkých autorů odkazuje na Heřmanovu práci, například Albert Veliký ve své práci Speculum astronomiae.